# 吳暠
吳暠（1436年—？），字元白，浙江台州府黃巖縣人，軍籍，明朝政治人物。

## 生平
成化七年（1471年）辛卯科浙江鄉試第十二名舉人。成化十七年（1481年）中式辛丑科會試第二十九名，三甲第一百四十三名進士。官寧國府同知。

## 家族
曾祖吳禮；祖父吳奉先；父吳唐治，母滕氏。永感下。